# Joyas propias
Joyas propias es el séptimo álbum de Niña Pastori, en el que recoge algunas de las canciones más destacadas de su carrera musical.

## Listado de canciones
1. Morao. Paco Ortega - 4,12 (Eres luz)
2. Dime quien soy yo. Julio Jiménez (Chaboli) y Niña Pastori - 4,49 (María)
3. Cai. Alejandro Sanz - 4:28 (Cañailla)
4. Amor de San Juan. Julio Jiménez (Chaboli) y Niña Pastori - 3,55 (María)
5. La aurora. Julio Jiménez (Chaboli) - 5,20 (Cañailla)
6. Cartita de amor. Paco Ortega - 3,22 (Eres luz)
7. La tata. Juan Antonio Jiménez Jeros. (Los Chichos) - 4,12 (No hay quinto malo)
8. De boca en boca. Julio Jiménez (Chaboli) y Niña Pastori - 4,25 (María)
9. Puede ser.. Juan Antonio Jiménez Jeros. (Los Chichos) - 4,14 (No hay quinto malo)
10. Válgame Dios Julio Jiménez (Chaboli) y Niña Pastori - 3,55 (María)
11. Tú dime. Julio Jiménez (Chaboli) y Niña Pastori - 3,27 (María)
12. Espinas. Juan Antonio Jiménez Jeros. (Los Chichos)- 3,37 (No hay quinto malo)
13. Eres luz. Paco Ortega - 3,43 (Eres luz)
14. Ave María. Schubert - 4:25 (María)